# Proprioseiopsis sharovi
Proprioseiopsis sharovi är en spindeldjursart som först beskrevs av Wainstein 1975.  Proprioseiopsis sharovi ingår i släktet Proprioseiopsis och familjen Phytoseiidae. Inga underarter finns listade i Catalogue of Life.